# 解山王
解山王是台灣高雄市半屏山傳說的滅火神、仙人。昔日，右昌曾立有「解山王」雕像，形象是頭戴冠帽，身著長袍束帶，右手持滅火扇，左手提水桶，即「楠梓八景」之一的「右昌巨神」。

## 傳說
傳說半屏山上住有靈獸和解山王，因為人類的貪婪，使得仙人和靈獸不得不離開。玉皇大帝為懲罰貪婪的人類，派遣火神下凡。當時，一隻遺留在山上的靈獸鳴叫示警，慈悲的仙人也拿著具有法力的扇子和水桶滅火。日後，玉皇大帝原諒人類，逃離災厄的居民因此豎立仙人的泥像，以守護半屏山。

## 關連項目
- 麞妖